# Puente del Petróleo

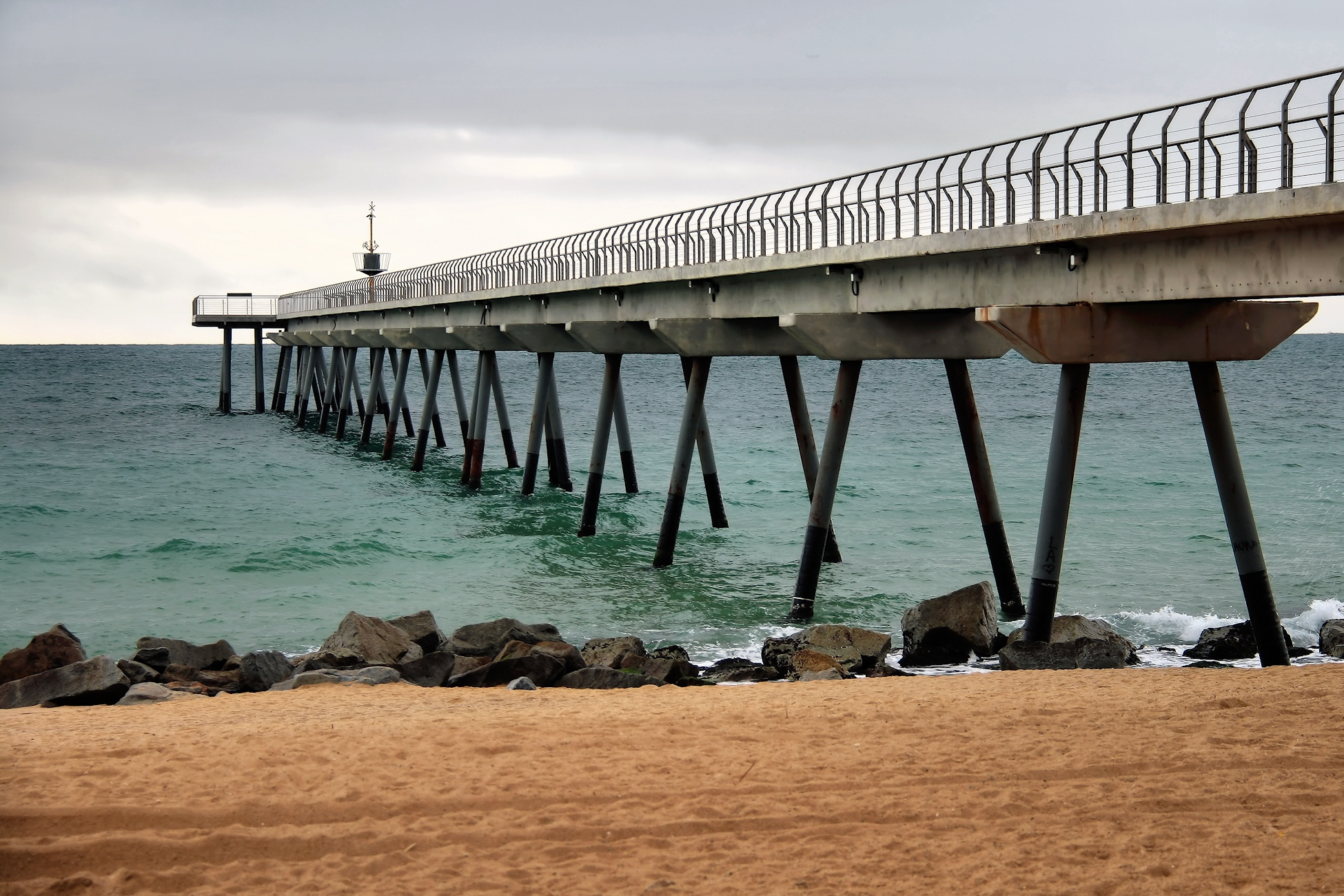
Puente del Petróleo

El Puente del Petróleo (en catalán: Pont del Petroli) es un pantalán de Badalona construido en 1879 para la descarga de productos petrolíferos de los barcos cisterna. Se adentra en el mar 250 metros y tiene una altura de 4,5 metros. En 2009 se remodeló el entorno, que ya no tiene uso industrial y es una atracción turística.

## Características
El Puente del Petróleo es una estructura de hormigón que consta de un puente de acceso de 235 metros acabado con una plataforma de descarga de 100 m² y suportada por unos pilones metálicos. El Puente está formado por dos vigas de hormigón en forma de T y unidas entre sí. El puente esta suportado por 16 grupos de pilones separados cada 15 cm, tres de los grupos de los pilones se encuentran en la arena de la playa y el resto del agua clavados 6 metros en el fondo marino. 
El primer Puente del Petróleo de Badalona fue construido el año 1879 por la compañía Suari i Canals, con el objetivo de descargar el petróleo de los barcos. El siguiente fue construido por la empresa CAMPSA y fue utilizado como pantalán de descarga el 1965 y fue utilizado hasta 1990. Al ser abandonada de su función industrial, se convirtió en la principal zona de submarinismo de Badalona, sin necesidad de embarcaciones ni instalaciones. 
En el año 2001 se anunció la intención de desmontar el pantalán, pero un colectivo de submarinistas, fotógrafos y otros amigos del Puente del Petróleo, encabezados por Josep Valls, se movilizaron para defender la conservación de esta estructura.
El año 2003 pasó a ser propiedad del Ayuntamiento de Badalona y después de diferentes etapas de restauración, se abrió al público el 13 de junio de 2009 habilitado como paseo que lleva mar adentro como mirador. Tres años más tarde se integró con el resto del paseo marítimo. A la plataforma de entrada del puente, muy cercana a la fábrica del Anís del Mono, se inauguró una escultura de Susana Ruiz dedicada a la historia de la fábrica.

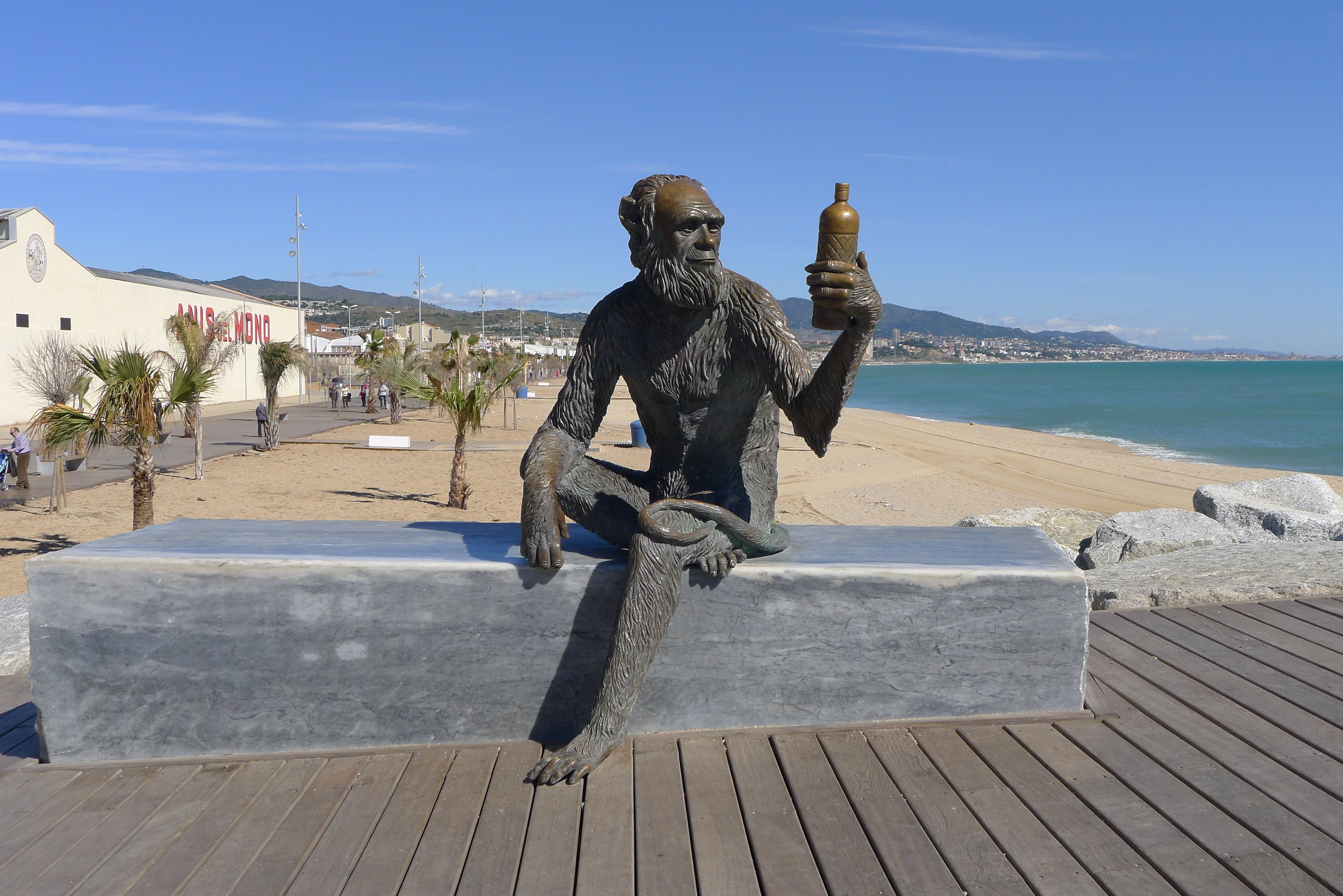
Escultura del Anís del Mono

El temporal de principios de 2017 que afectó el litoral de Badalona, con olas de hasta 8 metros, destruyó muchas vigas de madera que soportaban el pavimento. La reparación finalizó el mes de octubre de este mismo año con una inversión total de 216.280 euros, incluyendo mejoras en la iluminación, seguridad y accesibilidad del puente.
La borrasca Gloria de principios de 2020, con olas de hasta 10 metros, destruyó parte de la plataforma del Puente del Petróleo.